# Richard Bacon (författare)
Richard Mackenzie Bacon, född 1776 och död 1844, var en engelsk musikskriftställare.
Han utgav 1818-29 The quarterly musical magazine and review och arbetet Elements of vocal science (1824). Bacon startade även de årliga stora musikfesterna i Norwich.